# Börö-ön
Börö-ön är den största ön i Locknesjön i Lockne distrikt (Lockne socken) i Östersunds kommun, Jämtlands län (Jämtland). Den skogbevuxna ön är obebodd och ligger i den södra delen av sjön, mellan byarna Börön och Berge.